# Estrecho de Lombok
El estrecho de Lombok (en indonesio: Selat Lombok) es un estrecho marítimo que separa las islas de Lombok y Bali, en Indonesia. Comunica el mar de Bali al norte con el océano Índico al sur. Se trata de un estrecho que forma parte de una ruta de navegación alternativa para los navíos oceánicos cuyo gran tonelaje les impide pasar por el estrecho de Malaca, que es de menor profundidad. En el extremo noreste del estrecho, muy cerca de la costa de Lombok, se encuentran las islas Gili.
El estrecho posee una longitud aproximada de 60 kilómetros una anchura máxima de 40 kilómetros y mínima de 18 y una profundidad media de 250 metros. Este estrecho es junto al de Macasar uno de los principales pasos de la corriente de flujo de Indonesia, una corriente marina que transporta agua del océano Pacífico hacia el océano Índico.
El estrecho de Lombok coincide también con el paso de la línea de Wallace, una profunda fosa que marca el límite biogeográfico entre la ecozona indomalaya y la Wallacea, una región de transición hacia la ecozona de australasia.
- Datos: Q745025
- Multimedia: Lombok Strait / Q745025